# 国道402号

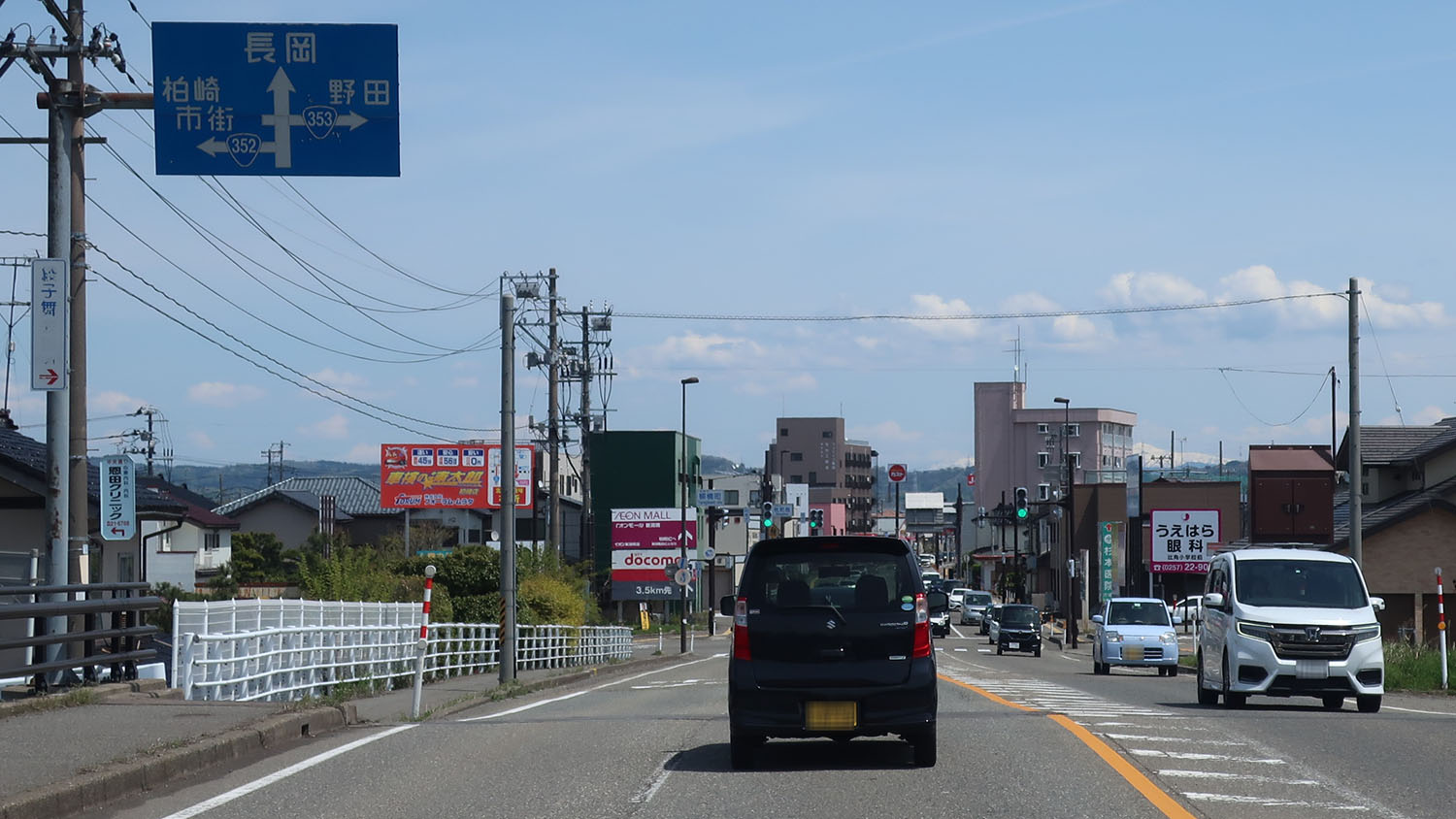
国道402号 起点
新潟県柏崎市 柳橋町交差点
(（国道352号 起点）

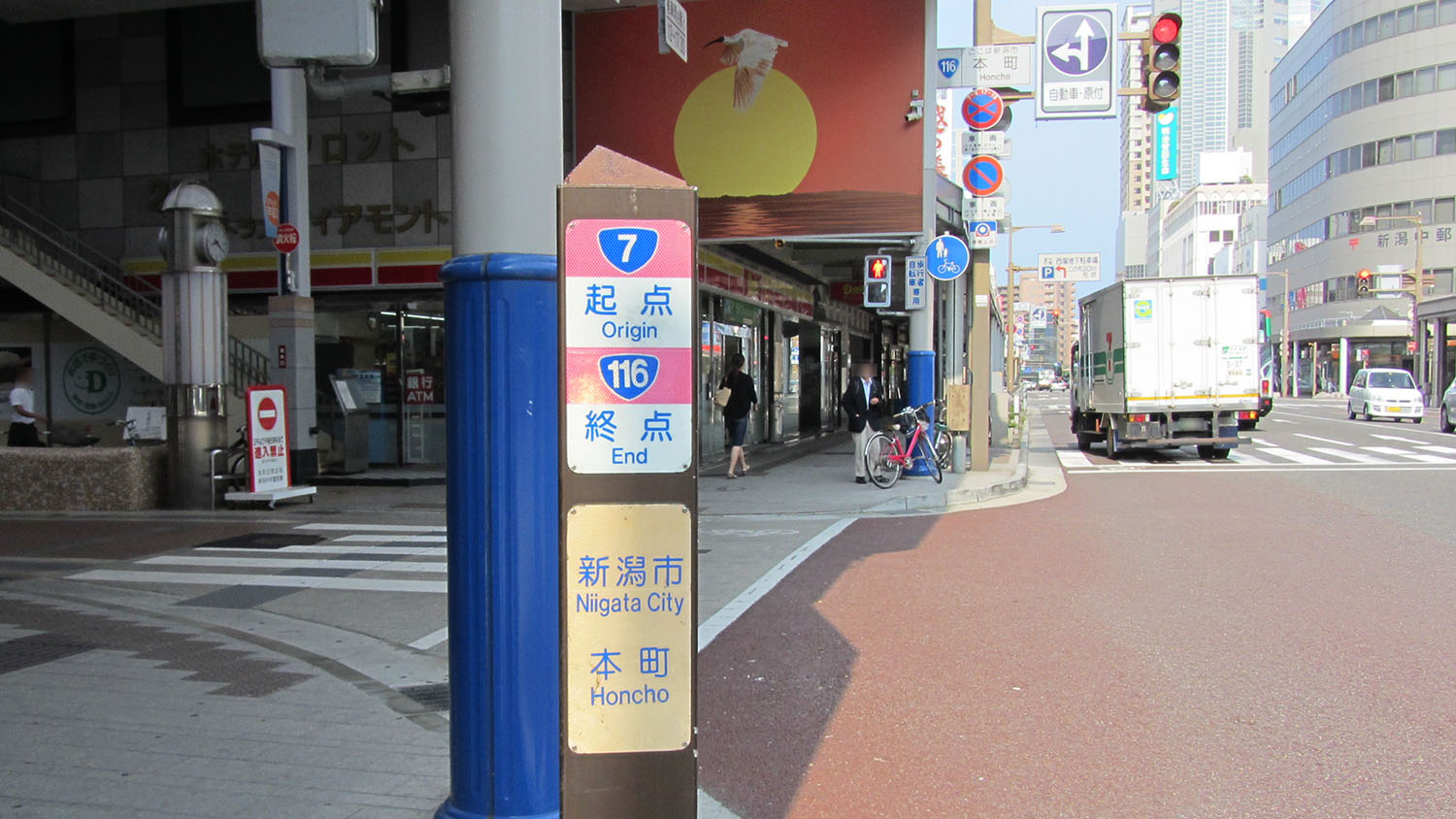
国道402号 終点
新潟市中央区 本町交差点
（国道116号 終点）

国道402号（こくどう402ごう）は、新潟県柏崎市から新潟市中央区に至る一般国道である。

## 概要
柏崎市から新潟市間には、長岡市・三条市などを経由する国道8号、出雲崎町・燕市などを経由する国道116号があるが、この国道402号は日本海に沿って並行するルートである。都市間輸送の役割が濃い前者2路線に比べ、観光路線の色合いが濃い。海沿いの風光明媚なエリアを走行することから、新潟県内の国道国道8号・国道113号・国道345号・国道7号などと合わせて「日本海夕日ライン」という愛称も付与されている。
このうち長岡市寺泊野積から新潟市西蒲区角田浜の13.9 kmの区間には、越後七浦シーサイドライン（えちごななうらシーサイドライン）という愛称がある。このシーサイドラインのうち、間瀬から同区五ケ浜までの区間は海岸部を離れて丘陵部で大きく迂回する。

### 路線データ
一般国道の路線を指定する政令に基づく起終点および重要な経過地は次のとおり。
- 起点：柏崎市（柳橋町交差点 = 国道8号交点、国道352号起点）
- 終点：新潟市（中央区本町通七番町1054番2、本町交差点 = 国道7号・国道8号・国道113号・国道289号・国道350号起点、国道17号・国道116号・新潟県道565号郷土資料館線終点）
- 重要な経過地：新潟県三島郡出雲崎町、同郡寺泊町[注釈 2]、同県西蒲原郡巻町[注釈 3]
- 総延長 : 108.4 km（新潟県 73.2 km、新潟市 35.3 km）重用延長を含む。[4][注釈 4]
- 重用延長 : 51.6 km（新潟県 51.6 km、新潟市 - km）[4][注釈 4]
- 未供用延長 : なし[4][注釈 4]
- 実延長 : 56.8 km（新潟県 21.6 km、新潟市 35.3 km）[4][注釈 4]
  - 現道 : 56.8 km（新潟県 21.6 km、新潟市 35.3 km）[4][注釈 4]
  - 旧道 : なし[4][注釈 4]
  - 新道 : なし[4][注釈 4]
- 指定区間：国道116号と重複する区間（新潟市中央区・関屋昭和町交差点 - 本町交差点（終点））[5]

## 歴史
海岸沿いの断崖を抜ける難所の越後七浦シーサイドライン区間は、1971年（昭和46年）12月に着工、1974年（昭和49年）6月に南側の野積（当時寺泊町）から西蒲区間瀬（当時岩室村）間が開通、翌1975年（昭和50年）7月に北側の間瀬 - 角田浜（当時巻町）間が開通し、全通した。建設にあたっては景観や自然環境への配慮がなされた。当初は有料道路として供用され、新潟県企業局が管理していたが、1990年（平成2年）7月21日に無料化、国道に編入された。このシーサイドラインのうち、間瀬から同区五ケ浜にかけての区間はいったん海岸部を離れて丘陵部で迂回している。この迂回区間の海岸部にはかつて角海浜の集落があったが、1969年（昭和44年）に東北電力が巻原子力発電所の建設計画を発表したことから、シーサイドラインの経路もこの計画に沿って角海浜を避け、山側を迂回することになった。角海浜は原発建設に伴って1974年（昭和49年）までに住民がすべて転居し廃村。東北電力は1982年（昭和57年）、国に原子炉設置許可の申請を提出したが、1996年（平成8年）に反原発派の町長主導による住民投票をきっかけに建設中止となっている。
新潟市西区北部を経由する同区五十嵐二ノ町（往来橋東詰）から中央区文京町にかけての旧道区間は「産業道路」という通称で呼ばれている。これはかつて同区間が帝国石油の天然ガス井やパイプラインの開発に使われていたことに由来しており、現在も同市西区青山にはINPEX傘下のINPEXパイプラインが支所を置いている。

### 年表
- 1982年（昭和57年）4月1日 - 一般国道402号（柏崎市 - 新潟市）として指定施行[10]

### 新潟海岸バイパス
県・新潟市は西区内の海岸沿いを経由する「新潟海岸バイパス」（西区五十嵐三ノ町 - 同区有明町間、延長9.0 km）の整備事業に着手し、1984年（昭和49年）に着工した。2000年代半ばまでに東側の坂井輪地区内の区間の大部分が開通し、その後残っていた五十嵐三ノ町から五十嵐二ノ町に至る2.5 kmの区間では新川河口部に架かる新橋梁「内野新川大橋」などの建設が進められ、2010年（平成22年）11月27日15時に全線が開通した。これにより旧道区間の産業道路の交通量が減少し、新潟県道2号新潟寺泊線、新潟市道曽和インター信濃町線（西大通り）など他の幹線道路で慢性的に発生している朝夕の混雑緩和がはかられた。なお新潟海岸バイパスの全通により、2011年（平成23年）4月2日から有明町以東を含む海岸バイパスの全線が当国道に、旧道の産業道路が市道と県道にそれぞれ指定変更された。

### 旧道
- 柏崎市大字椎谷：柏崎市道
- 柏崎市大字椎谷：廃道
- 新潟市西区五十嵐三ノ町 - 新潟市西区五十嵐二ノ町（五十嵐二ノ町交差点）：新潟県道140号内野停車場線
- 新潟市西区五十嵐二ノ町（五十嵐二ノ町交差点） - 新潟市中央区文京町（文京町交差点）：新潟市道文京町五十嵐二の町線
- 新潟市中央区学校町通二番町（学校町二番町交差点） - 新潟市中央区白山浦一丁目（白山浦一丁目交差点）：新潟市道中央2-177号線
- 新潟市中央区白山浦一丁目（白山浦一丁目交差点） - 新潟市中央区学校町通一番町（市役所前交差点）：新潟県道164号白山停車場女池線

### 建設費用
- 越後七浦シーサイドライン：総額52億8500万円。うち借入金は、建設省から5億7000万円、公営企業金融公庫等から32億3000万円。他に東北電力の巻原子力発電所建設計画のために発生した道路の迂回に伴い、14億8500万円を東北電力の負担金として使用している[19]。

## 路線状況

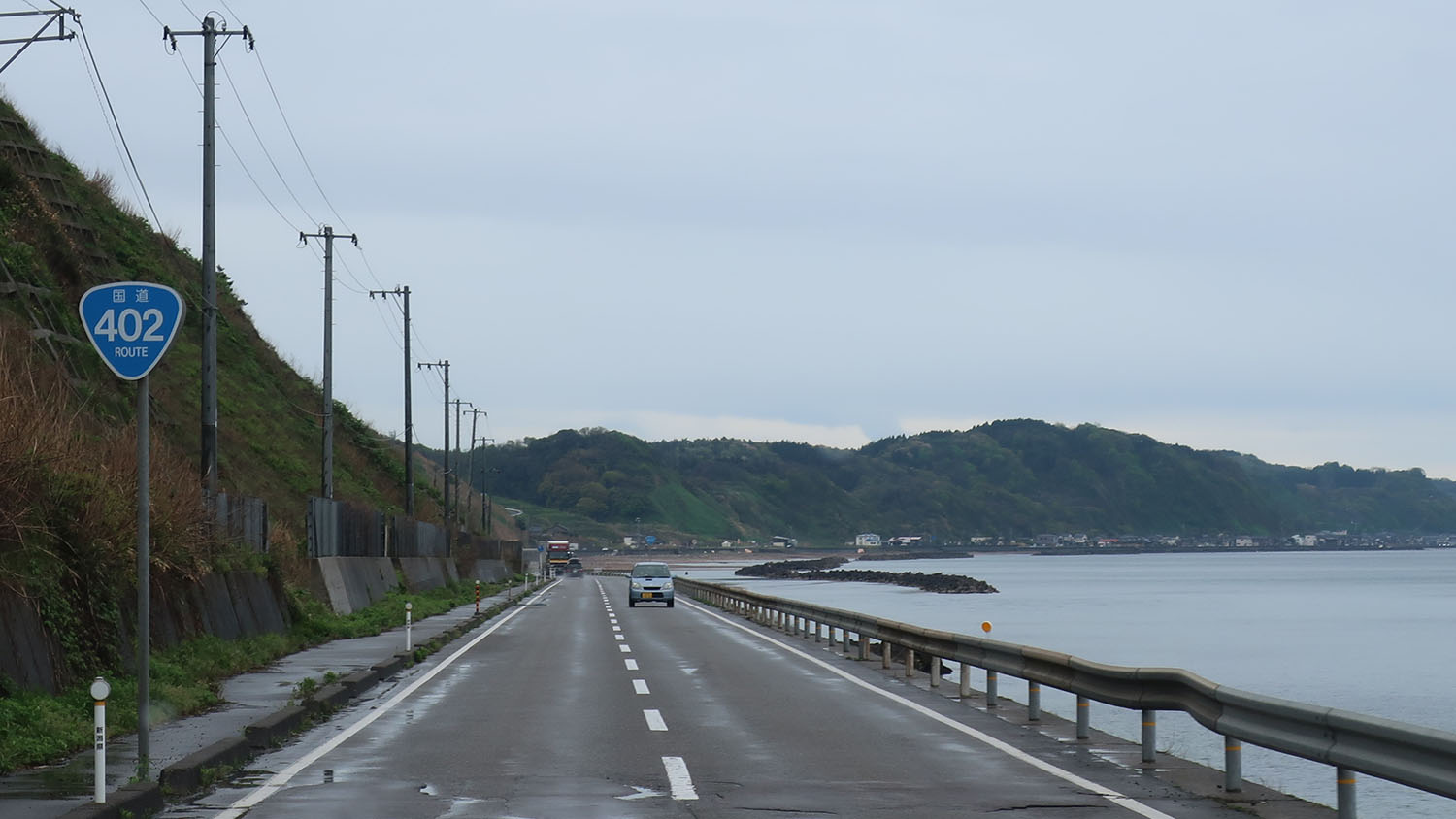
新潟県三島郡出雲崎町久田
(2019年4月撮影)

越後七浦シーサイドラインのうち、間瀬から同区五ケ浜までの区間は海岸部を離れて丘陵部でに入り、急勾配と急カーブ、さらに2本のトンネル（角海トンネル、五ケ浜トンネル）で海岸部を大きく迂回している。

### 通称

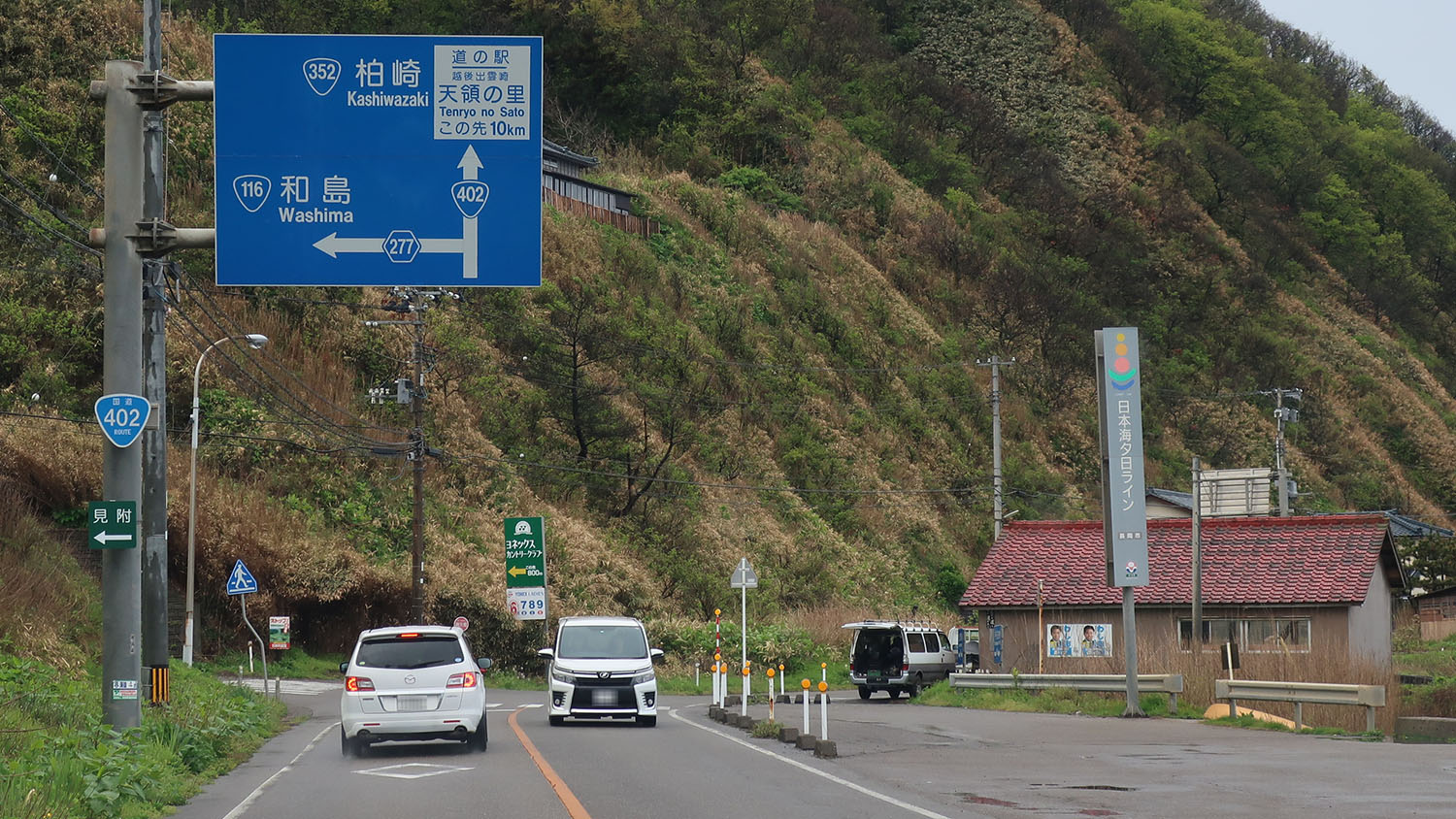
日本海夕日ライン区間
新潟県長岡市寺泊志戸橋

- 北陸道
- 越後七浦シーサイドライン
寺泊町野積 - 巻町角田浜を結ぶ海岸線沿いのルートの愛称。1970年代に開通した有料道路当時の道路愛称名がそのまま引き継がれている[20]。
- 産業道路
- 日本海夕日ライン
- 西大通り
- 蔵所堀通り
- 東中通り
- 柾谷小路

### バイパス
- 椎谷岬トンネル（柏崎市大字椎谷）
  - 旧道は日本海に沿って椎谷岬（観音崎）付近を上り下りする区間だったが、2007年7月19日の新潟県中越沖地震で大規模な土砂崩壊が発生し、通行不能となった。長らく通行止の措置が取られ、周辺部を大きく迂回する必要があったが、椎谷岬トンネルの完成により2010年1月7日に供用を再開した。なお旧道の崩壊箇所は廃道となった他、前後は柏崎市道に指定変更された。
- 新潟海岸バイパス（新潟市西区五十嵐三ノ町 - 新潟市西区有明町）
  - 詳細は前述。
- 経路変更区間（新潟市西区有明町 - 新潟市中央区文京町）
- 学校町ミニバイパス（新潟市中央区学校町通二番町 - 新潟市中央区学校町通一番町）

### 重複区間

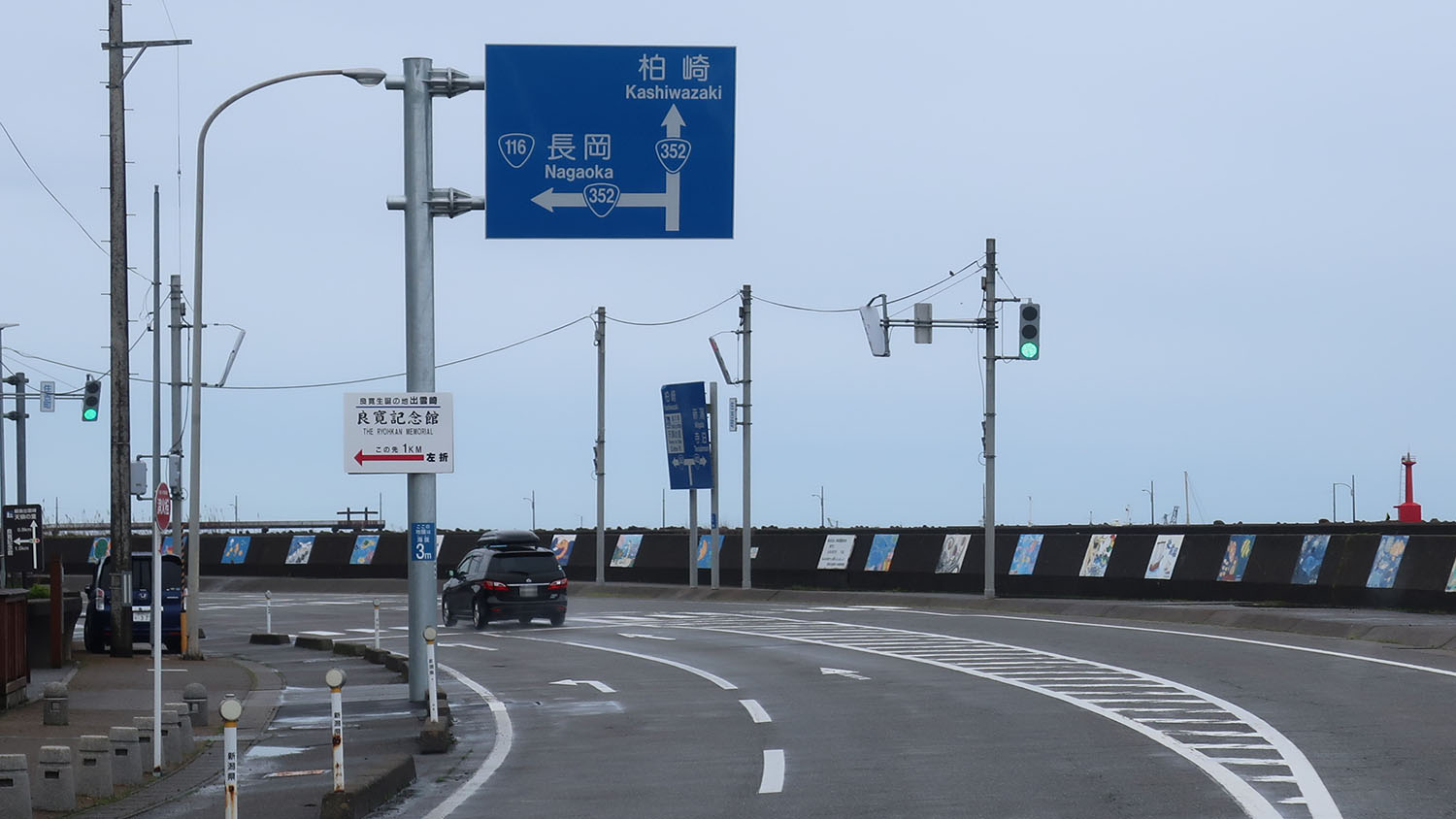
三島郡出雲崎町の住吉町交差点
ここから起点側（柏崎方面）は
国道352号との重複となる

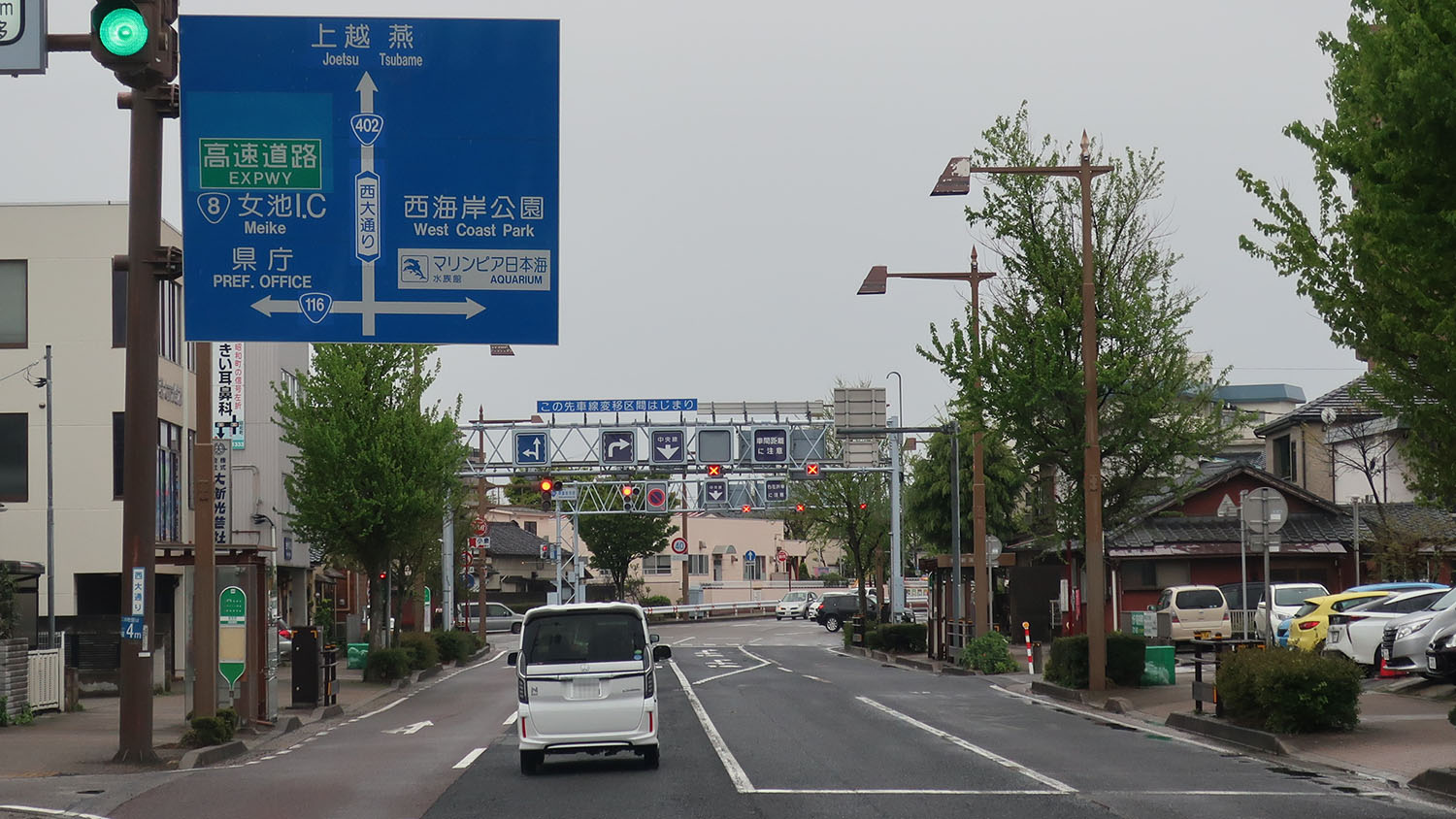
国道116号（重複区間）からの分岐
新潟市中央区 関屋昭和町交差点

- 国道352号（柏崎市柳橋町・柳橋町交差点） - 三島郡出雲崎町大字住吉町・住吉町交差点）
- 国道460号（柏崎市柳橋町・柳橋町交差点） - 新潟市西蒲区五ヶ浜）
- 国道116号・国道289号（新潟市中央区関屋昭和町三丁目・関屋昭和町交差点 - 新潟市中央区本町通七番町・本町交差点（終点））

### 道路施設

#### 橋梁
- 安政橋（柏崎市）
- 野積橋（長岡市）（現橋は1967年（昭和42年）6月開通。旧橋は1931年（昭和6年）開通で、大河津分水にかかる橋として最も古い[21]。）
- 魚見橋（新潟市西蒲区）
- 内野新川大橋（新潟市西区）
- 浜浦橋（新潟市西区 - 新潟市中央区）

#### トンネル
- 椎谷岬トンネル（柏崎市）
- 刈羽トンネル（刈羽村）
- 角海トンネル（新潟市西蒲区）
- 五ケ浜トンネル（新潟市西蒲区）
- 小浜トンネル（新潟市西蒲区）
- 角田トンネル（新潟市西蒲区）

#### 道の駅
- 越後出雲崎天領の里（三島郡出雲崎町、国道352号重複区間内）

### 交通量
| 地点                  | 平日24時間交通量（台）                      | 平日24時間交通量（台）                      |
| 地点                  | 2010年度 （平成22年度道路交通センサスより） | 2005年度 （平成17年度道路交通センサスより） |
| --------------------- | ------------------------------------------- | ------------------------------------------- |
| 柏崎市松波一丁目      | 13,771                                      | 14,106                                      |
| 柏崎市西山町石地      | 02,369                                      | 02,334                                      |
| 三島郡出雲崎町字久田  | 02,148                                      | 02,747                                      |
| 長岡市寺泊郷本        | 01,951                                      | 02,898                                      |
| 長岡市寺泊野積        | 04,428                                      | 05,938                                      |
| 新潟市西蒲区間瀬      | 01,849                                      | 05,423                                      |
| 新潟市西蒲区越前浜    | 04,114                                      | 03,644                                      |
| 新潟市西区五十嵐1の町 | 07,269                                      | 15,870                                      |

## 地理

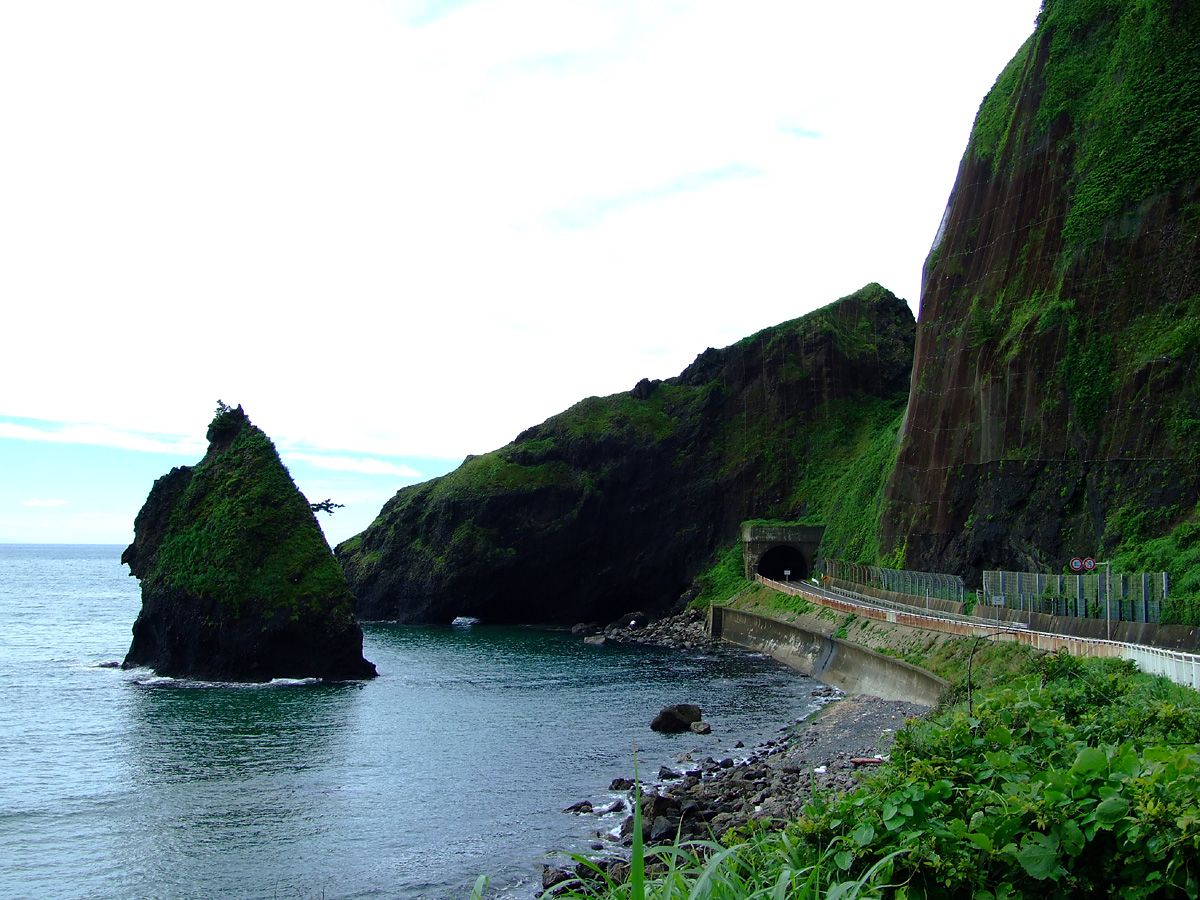
越後七浦

新潟市や燕市の中心市街地から比較的近い位置にある「越後七浦シーサイドライン」の区間は、海面から一段高い絶壁の海岸岩場を走っており、海に近い砂浜の横、海水浴場と漁師町の間など、道路の雰囲気は変化に富む。シーサイドラインは前述した日本海夕日ラインの観光の基幹となっており、弥彦山・角田山の西麓を日本海に沿って走行する区間となっている。日本海の荒波に打ち砕かれて形成された奇岩、怪石が沿線随所に点在し、特に越後七浦の「弁天岩」「立岩」は全国でも稀少例の露出枕状溶岩として天然記念物に指定されている。

### 通過する自治体
- 新潟県
  - 柏崎市 - 刈羽郡刈羽村 - 柏崎市 - 三島郡出雲崎町 - 長岡市 - 新潟市（西蒲区 - 西区 - 中央区）

### 交差する道路
柏崎市
- 国道8号、国道352号、国道460号（柳橋町交差点）
- 新潟県道316号柏崎港線（新橋交差点）
- 新潟県道369号黒部柏崎線（西本町交差点）
- 新潟県道37号柏崎停車場線、新潟県道151号東柏崎停車場線、新潟県道369号黒部柏崎線（東本町交差点）
- 新潟県道215号荒浜中田線（荒浜交差点）

刈羽郡刈羽村
- 新潟県道148号刈羽停車場線（刈羽入口交差点）

柏崎市
- 新潟県道23号柏崎高浜堀之内線（高浜交差点）
- 新潟県道279号椎谷礼拝停車場線（椎谷入口丁字路）
- 新潟県道373号向山西山停車場線（長浜海水浴場丁字路）
- 新潟県道48号長岡西山線（石地海水浴場丁字路）
- 新潟県道336号出雲崎石地線（石地中央丁字路）

三島郡出雲崎町
- 国道352号（住吉町交差点）
- 新潟県道193号出雲崎柿の木小島谷線（井鼻丁字路）
- 新潟県道192号久田小島谷線（久田丁字路）

長岡市
- 新潟県道277号郷本桐原停車場線（郷本丁字路）
- 新潟県道169号寺泊与板線（金山海水浴場丁字路）
- 新潟県道22号長岡寺泊線（松沢町交差点）
- 新潟県道2号新潟寺泊線（寺泊白岩交差点）
- 新潟県道159号分水寺泊線（野積橋北詰交差点）
- 新潟県道440号麓野積線（内川丁字路）

新潟市西蒲区
- 新潟県道55号新潟五泉間瀬線（間瀬交差点）
- 国道460号（五ヶ浜交差点）
- 新潟県道46号新潟中央環状線（角田浜三差路、ラウンドアバウト交差点[22]

新潟市西区
- 新潟県道168号越後赤塚停車場四ッ郷屋線（四ッ郷屋交差点）
- 新潟県道140号内野停車場線（五十嵐三ノ町丁字路）
- 新潟県道44号新潟燕線（上新栄町）

新潟市中央区
- 国道116号、国道289号（関屋昭和町交差点）
- 新潟県道164号白山停車場女池線（新潟市役所前交差点）
- 国道7号、国道8号、国道17号、国道113号、国道116号、国道289号、国道350号、新潟県道565号郷土資料館線（本町交差点）